# Sleep-Onset-REM-Periode
Unter Sleep-Onset-REM-Perioden (SOREMP) versteht man in der Schlafmedizin während des Schlafes vorzeitig auftretende Zeiten mit REM-Schlaf. Der REM-Schlaf in dieser Zeit ist der „Sleep Onset REM“ (SOREM).
Vorzeitig bezieht sich dabei auf den normalen Schlafzyklus, bei dem die einzelnen Schlafstadien in einer bestimmten Abfolge durchlaufen werden. REM-Schlaf wenige Minuten nach dem Einschlafen ist auffällig.

## Vorkommen von SOREM im Schlaf
Das Auftreten von SOREM ist ein Diagnosekriterium der Narkolepsie. SOREM ist jedoch auch bei obstruktiver Schlafapnoe und anderen Störungen mit vermindertem REM-Schlafanteil sowie bei aufgestautem Schlafdefizit zu beobachten. Erholungsschlaf führt dann zum sogenannten „REM-Rebound“. Bei den anderen Hypersomnien zentralnervösen Ursprungs findet sich keine erhöhte Anzahl von SOREMP.

## Feststellung von SOREM im Schlaf

Hypnogramm mit SOREM – hier folgte auf vier Minuten „wach liegen“ (W) und drei Minuten Leichtschlaf (N1) sogleich REM-Schlaf (R), aus dem dann kurz aufgewacht wurde. Zusätzlich sind Schlaflatenz (SL) und REM-Latenz (RL) eingetragen

SOREM wird im Schlaflabor mit der Polysomnographie im Multiplen Schlaflatenztest (MSLT) festgestellt.
In der Auswertung des MSLT wird neben weiteren Ergebnissen auch die Anzahl der SOREMP angegeben. Wie in der Polysomnographie üblich, werden 30-Sekunden-Epochen ab dem Beginn der jeweiligen Aufzeichnung ausgewertet. Ein SOREMP setzt also eine Epoche mit mehr als 15 Sekunden REM-Schlaf voraus. Die REM-Latenz ist die Zeit von der ersten Epoche mit Schlaf bis zum Beginn der ersten Epoche mit REM-Schlaf, unabhängig von den dazwischen liegenden Schlafstadien und eventuellen Wachphasen.

## Problematik bei der Diagnose der Narkolepsie
SOREMP sind gemäß der Leitlinie im MSLT definiert als das Auftreten von REM-Schlaf nach dem Einschlafen mit einer Latenz von 10 oder weniger Minuten, nach international verwendeten anderen Quellen jedoch als „die erste Epoche des REM-Schlafes zu irgendeinem Zeitpunkt während eines Durchgangs“. Bei der Bewertung der REM-Schlaf-Parameter gibt es Unterschiede zwischen Richtlinien, die auf Vorgaben der American Academy of Sleep Medicine aus dem Jahr 2005 basieren und der deutschen Leitlinie aus dem Jahr 2009, die die Ergebnisse für REM-Latenz und die Anzahl der SOREMP betreffen. Da es eine allgemein gültige Definition zu SOREMP nicht gibt, die Dauer der Aufzeichnung aber Konsequenzen hat, sind nachteilige Auswirkungen auf die Diagnose der Narkolepsie und die Vergleichbarkeit von Forschungsergebnissen möglich.